# Мері Норріс
Мері Норріс (англ. Mary Norris; нар. 7 лютого 1952 р.) — американська авторка, письменниця й редактор у журналі «Нью-Йоркер».

## Ранні роки
Мері Норріс виросла в Клівленді, штат Огайо. У 1974 році вона закінчила Ратґерський університет і здобула ступінь магістра з англійської мови у Вермонтському університеті.

## Кар'єра
Мері Норріс почала працювати в редакції щотижневика «Нью-Йоркер» у 1978 році. Починаючи з 1993 року, вона працювала в журналі коректором. Вона також була автором у рубриці The Talk of the Town (Розмова про місто) та на вебсайті The New Yorker.
Її перша книга, Between You & Me: Confessions of a Comma Queen, була опублікована у видавництві WW Norton &amp; Co у 2015 році. Норріс була фіналістом премії Thurber Prize for American Humor у номінації Between You & Me. Виступила з TED на TED2016 на ту саму тему. У своїй другій книзі Greek to Me — Adventures of a Comma Queen (2019) вона досліджує своє ставлення до іноземних мов, зокрема до давньогрецької.